# Kent Andersson (arkeolog)
Kent Andersson, född 1959, är en svensk arkeolog, främst inriktad på romersk järnålder. Andersson har som arkeolog kombinerat arbete som akademisk forskare, fältarkeolog i ledande befattning inom uppdragsarkeologin, museitjänsteman och som populärvetenskaplig författare.

## Arkeologi
Kent Andersson är fil. dr och docent i arkeologi vid Uppsala universitet. Han blev 2013 chef för enheten för kulturhistoria och samlingar vid Statens historiska museum i Stockholm och var under perioden 2018 till 2021, efter sammangåendet mellan Statens historiska museer och myndigheten Livrustkammaren, Skoklosters slott och Hallwylska museet, avdelningschef för avdelningen för samlingar och forskning vid den nya myndigheten. Andersson har tidigare varit anställd under lång tid vid Uppsala universitet samt varit antikvarie vid Riksantikvarieämbetet och Statens historiska museum. Han har också varit verksamhetschef vid Societas Archaeologica Upsaliensis (SAU) i Uppsala.
Han är främst inriktad på romersk järnålder, folkvandringstid och vendeltid.

## Författarskap och publik verksamhet
Som arkeologisk författare har Kent Andersson kombinerat akademiska texter med en omfattande publikation av populärvetenskapliga arbeten, både mindre artiklar och böcker. Han har ägnat sig åt en omfattande föreläsningsverksamhet. Andersson har även varit inblandad i skapandet av utställningar på Historiska museet, däribland Guldrummet.

## Medlemskap och utmärkelser
2014 mottog Kent Andersson Hildebrandspriset, som delas ut av Svenska fornminnesföreningen. Han är medlem av Arbeitsgemeinschaft für Sachsenforschung samt Korrespondierendes Mitglied des Deutschen Archäologischen Instituts.

## Utgivning (urval)
- Andersson, Kent (2010). Glas från romare till vikingar. Uppsala: Balderson. ISBN 9789197802437
- Andersson, Kent (2011). Guldålder : svenska arkeologiska skatter. Uppsala: Balderson. ISBN 9789197802437
- Andersson, Kent (2013). I skuggan av Rom : romersk kulturpåverkan i Norden. Stockholm: Atlantis. ISBN 9789173536370
- Andersson, Kent (2016). Gödåker : ett romartida centrum i Uppland. Stockholm: Statens historiska museum. ISBN 9789197802437
- Andersson, Kent (2017). Krigarna från Valsgärde : Glimtar från en guld- och granatskimrande forntid. Stockholm: Atlantis. ISBN 9789173538817
- Andersson, Kent (2018). Völvor, krigare och vanligt folk. Berättelser om järnåldern. Stockholm. Atlantis. ISBN 9789173539630
- Andersson, Kent (2020). Det förflutnas ansikten. Öga mot öga med forntiden. Stockholm. Atlantis. ISBN 9789127167254
- Andersson, Kent (2021). Järnålderns djur. I verklighet och saga. Stockholm. Carlssons bokförlag. ISBN 978-91-8906-380-8
- Andersson, Kent (2022). Järnålderns symboler och dolda budskap. Stockholm. Carlssons bokförlag. ISBN 978-91-8906-533-8
- Andersson, Kent (2024). Järnålderns guld. Forntidens gyllene skatter. Stockholm. Carlssons bokförlag. ISBN 978-91-8982-623-6